# Mundelein
Mundelein is een plaats (village) in de Amerikaanse staat Illinois, en valt bestuurlijk gezien onder Lake County.

## Demografie
Bij de volkstelling in 2000 werd het aantal inwoners vastgesteld op 30.935. In 2006 is het aantal inwoners door het United States Census Bureau geschat op 33.063, een stijging van 2128 (6,9%).

## Geografie
Volgens het United States Census Bureau beslaat de plaats een oppervlakte van 23,1 km², waarvan 22,3 km² land en 0,8 km² water.

## Plaatsen in de nabije omgeving
De onderstaande figuur toont nabijgelegen plaatsen in een straal van 8 km rond Mundelein.